# Чеховцы (Житомирская область)
Чеховцы (укр. Чехівці) — село на Украине, находится в Пулинском районе Житомирской области.
Код КОАТУУ — 1825483605. Население по переписи 2015 года составляет 108 человек. Почтовый индекс — 12056. Телефонный код — 4131. Занимает площадь 0,861 км².

## Адрес местного совета
12056, Житомирская область, Пулинский р-н, с. Новый Завод, ул. К.Маркса, 3